# Befestigungsanlage (Paczków)

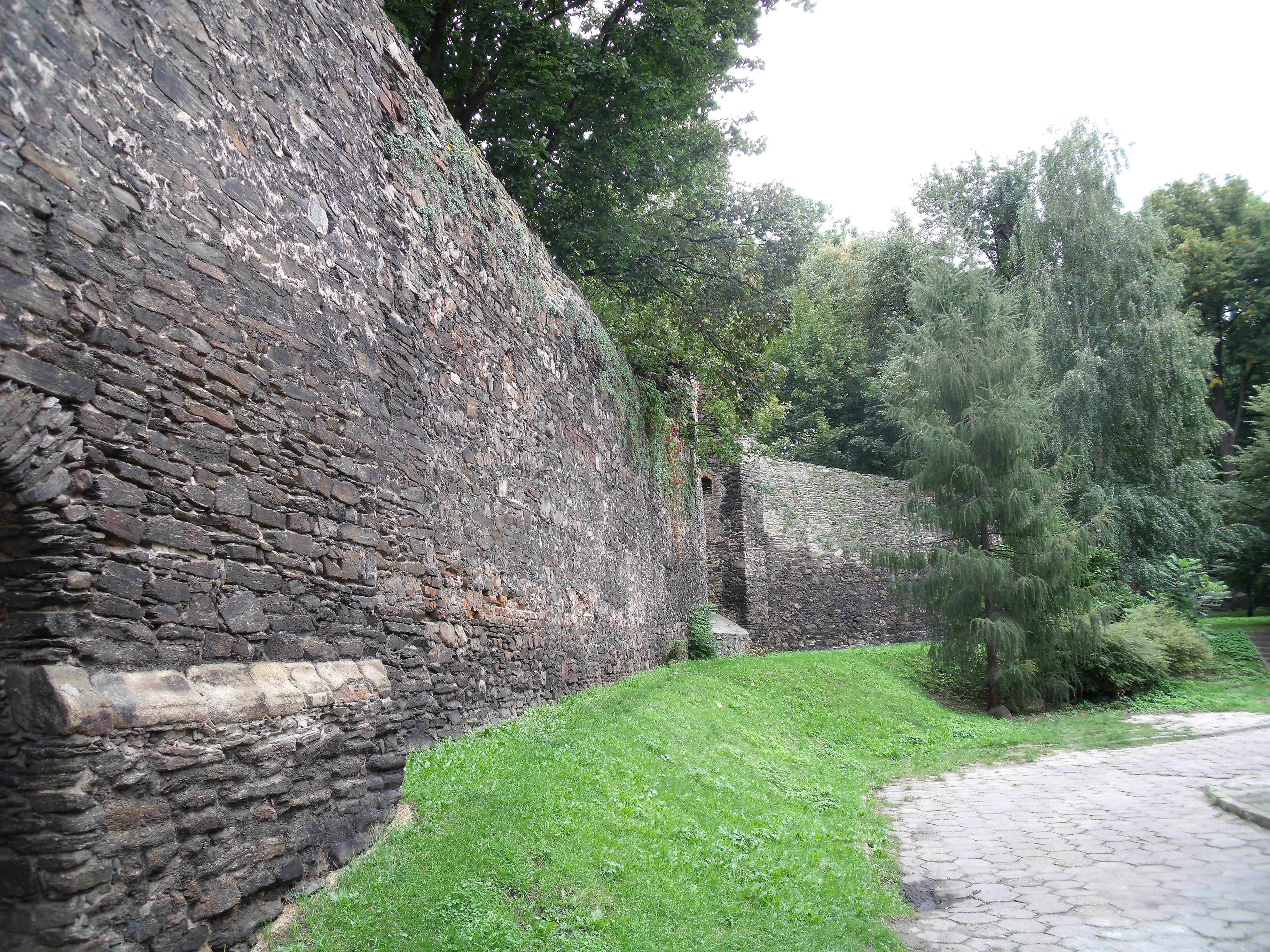
Fragment der Patschkauer Stadtmauer

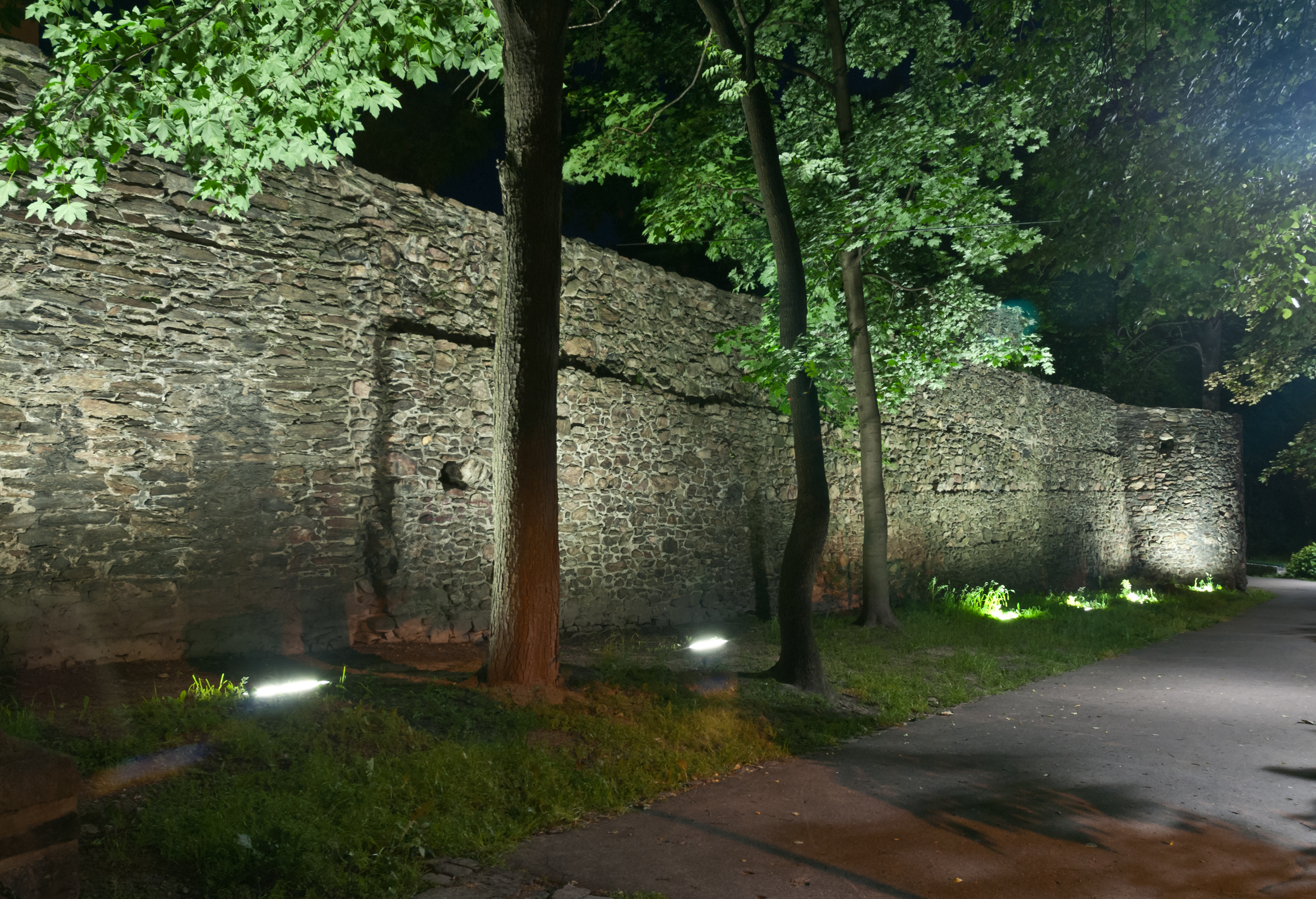
Nächtliche Bestrahlung der Mauer

Die Stadtmauern von Patschkau (poln. Paczków, Powiat Nyski, Woiwodschaft Oppeln) umgeben die Altstadt.
Dank den sehr gut erhaltenen mittelalterlichen Befestigungsanlagen wird die Stadt als „Polnisches Carcassonne“ bezeichnet.

## Beschreibung und Geschichte

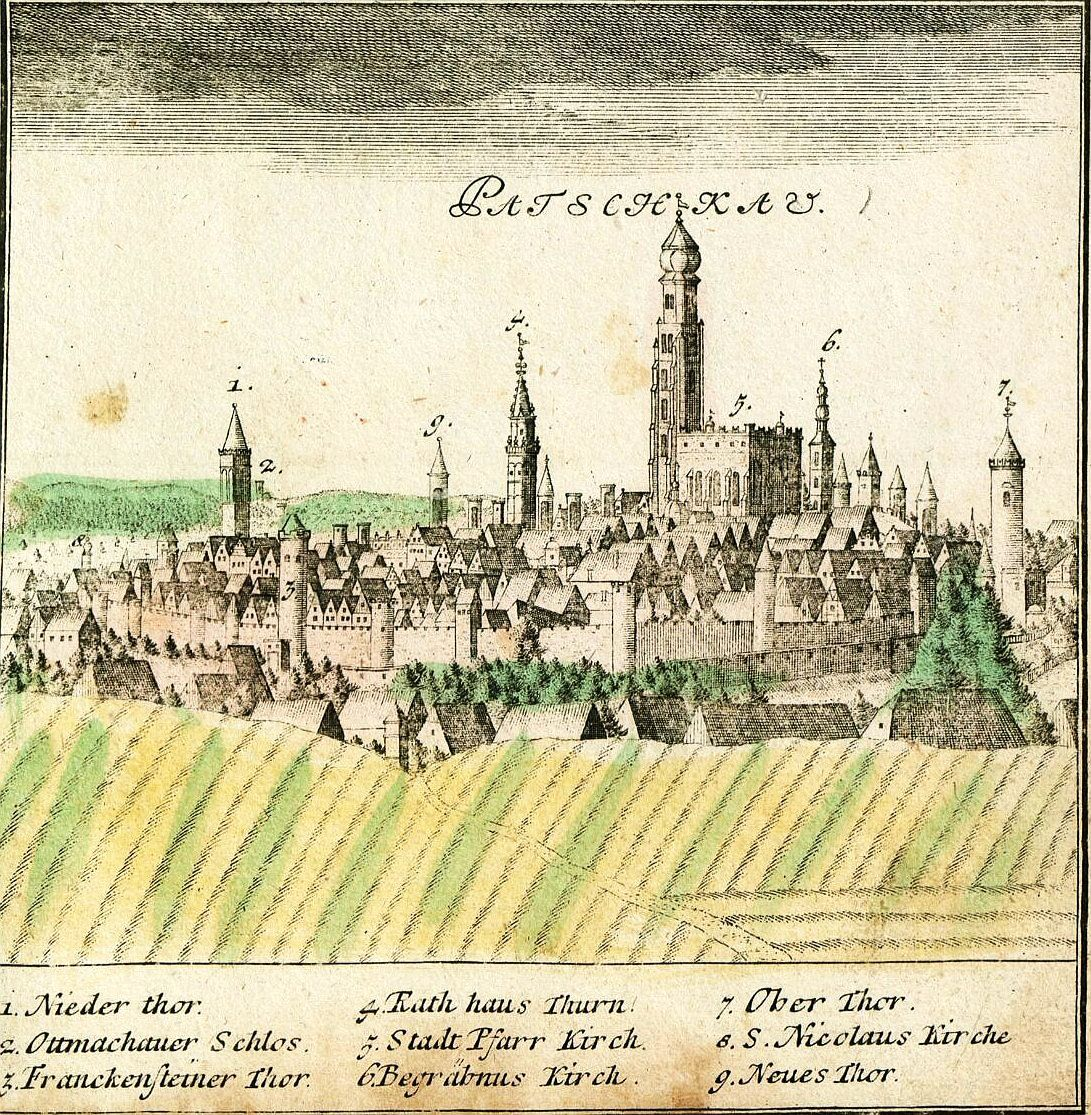
Ansicht von Patschkau mit Stadtmauer (1738)

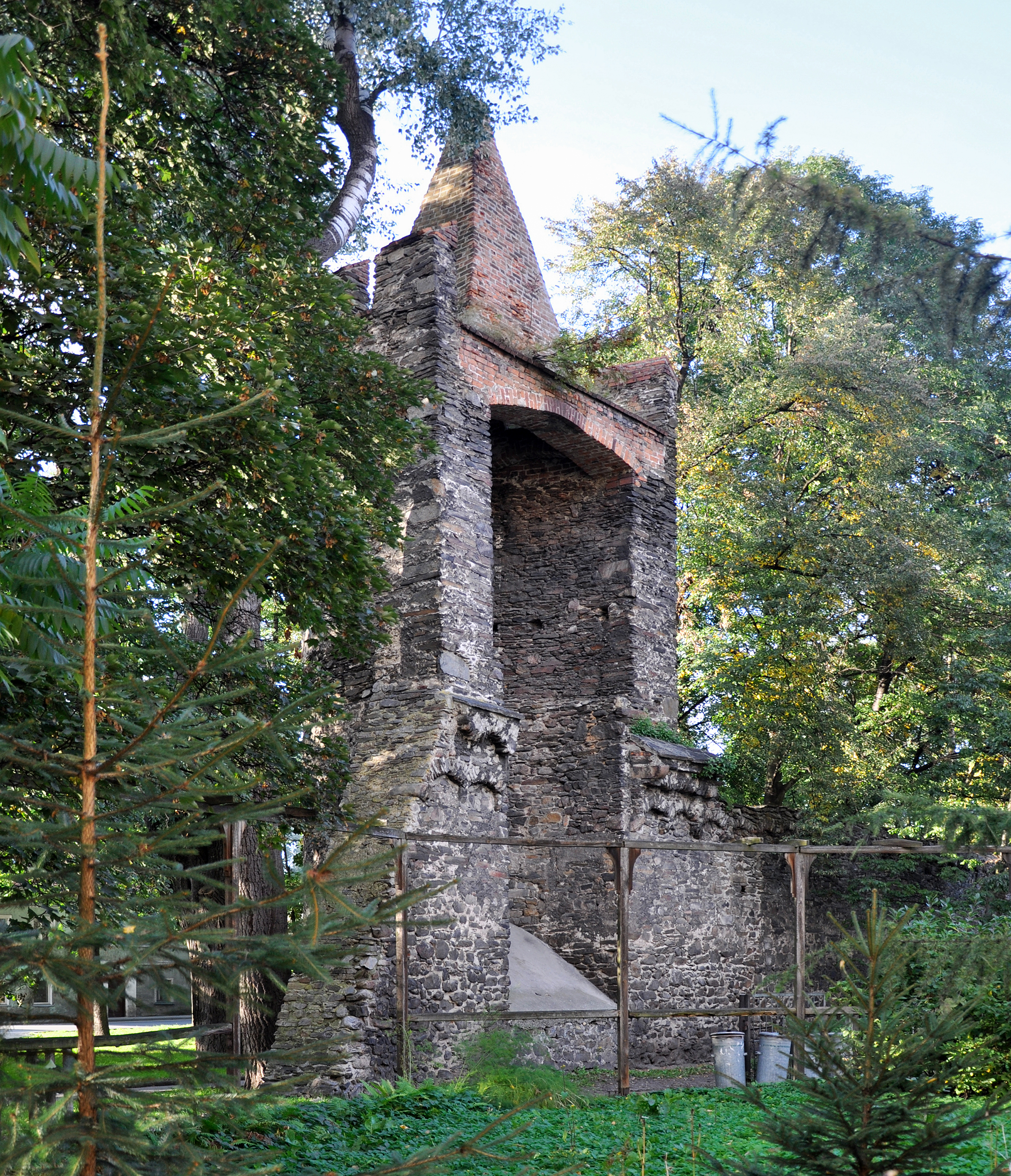
Erhaltene Bastei

Die Altstadt in Form einer Ellipse von etwa 300 × 500 Metern wurde von einer 7 bis 9 Meter hohen Stadtmauer aus Bruchstein umgeben. Im Zuge der Stadtmauern befanden sich vier Türme und 24 Basteien, von denen drei Türme und 19 Basteien gegenwärtig erhalten sind. Die Befestigungen wurden in der Mitte des 14. Jahrhunderts, zu Zeiten des Bischofs Preczlaw von Pogarell (1341–1376) errichtet. Sie ersetzten die früheren Erdwälle und Palisaden. Die Mauern trugen zackige Zinnen mit Schießscharten.
Während der Hussitenkriege wurden die Befestigungsanlage 1429 teilweise zerstört und in der zweiten Hälfte des 15. Jahrhunderts wiederaufgebaut.  Mit Erfindung der Feuerwaffen in der Mitte des 15. Jahrhunderts wurde ein zweiter Mauerring um die Stadt gebaut, der zusammen mit einem mit Wasser gefüllten Graben die Belagerer auf Distanz von den Stadtmauern aufhielt. Für das Jahr 1514 sind Instandsetzungsarbeiten überliefert.
Im Laufe des 18. Jahrhunderts ging die Funktion der Stadtmauer als Festungswerk verloren, aber die nachts geschlossenen Stadttore schützten die Einwohner vor Vagabunden. Der äußere Befestigungsring wurde zu Beginn des 19. Jahrhunderts abgebrochen. Zwischen 1844 und 1846 wurden die Stadttore entfernt. An Stelle der 1847 verschütteten Gräbern entstand eine Grünanlage. 1891 bis 1899 wurden die erhaltenen Befestigungsanlagen renoviert.
Die Befestigungsanlagen wurden am 1. Juni 1964 unter 923/64/a–b in das Verzeichnis der Baudenkmäler der Woiwodschaft Oppeln eingetragen.

## Stadttore
Zu den wichtigsten Baudenkmäler gehören drei Türme mit Tordurchfahrten und ein Turm ohne Durchfahrt:

### Breslauer Tor
Das Breslauer Tor (poln. Brama Wrocławska; zeitweise auch Schlageterturm) liegt im nördlichen Bereich der Befestigungsanlagen. Dieser ist anders als die übrigen Tore in voller Höhe auf einem quadratischen Grundriss errichtet. Die dreigeschossige Attika aus Backstein ist mit oben runden Blenden geschmückt. In der Mitte der oberen Plattform steht eine spitze Pyramide, aus Backstein gemauert.

### Frankensteiner Tor
Das Frankensteiner Tor (poln. Brama Ząbkowicka) liegt im nordwestlichen Bereich der Befestigungsanlagen. Der Turm wurde in der Mitte des 14. Jahrhunderts errichtet, 1429 teilweise zerstört, 1462 wiederaufgebaut. Es ist mit einer Attika in Form von Halb- und Viertelkreisen gekrönt.

### Glatzer Tor
Das Glatzer Tor (poln. Brama Kłodzka) liegt im südwestlichen Bereich der Befestigungsanlagen. Das Glatzer Tor wurde auf einem quadratischen Grundriss mit einer Durchfahrt in der Bodenhöhe errichtet, höher wurde es rund gemauert. Es ist mit einer Attika mit Schießscharten gekrönt, in der Mitte der oberen Plattform steht eine spitze Pyramide, aus Backstein gemauert.

### Neisser Tor
Der Neisser Turm (poln. Brama Nyska) liegt im östlichen Bereich der Befestigungsanlagen. wurde auf einem runden Grundriss im Jahr 1573 errichtet. Er ist mit einer Attika mit Schießscharten gekrönt, in der Mitte der oberen Plattform steht eine spitze steinerne Pyramide.

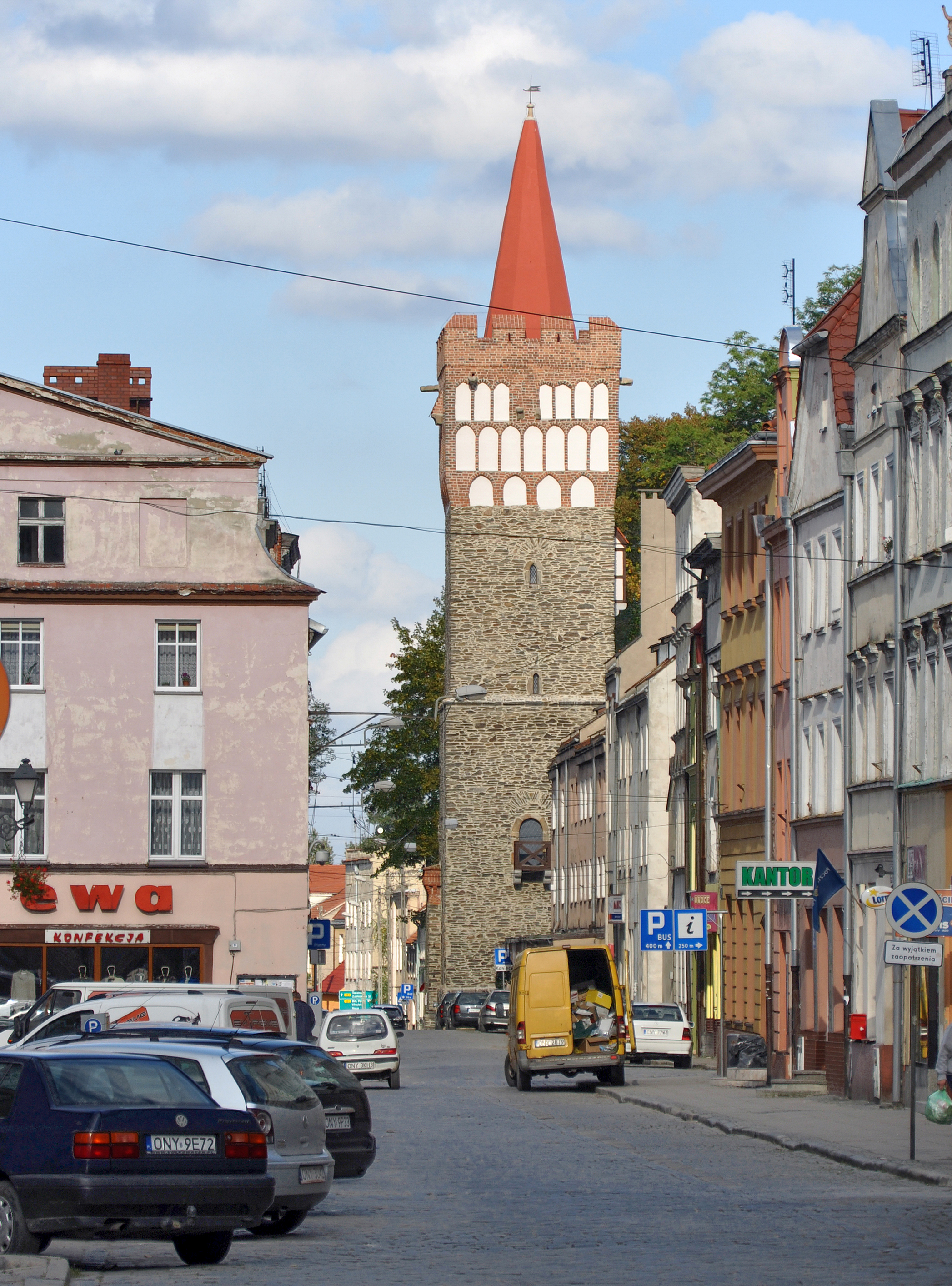
Breslauer Tor
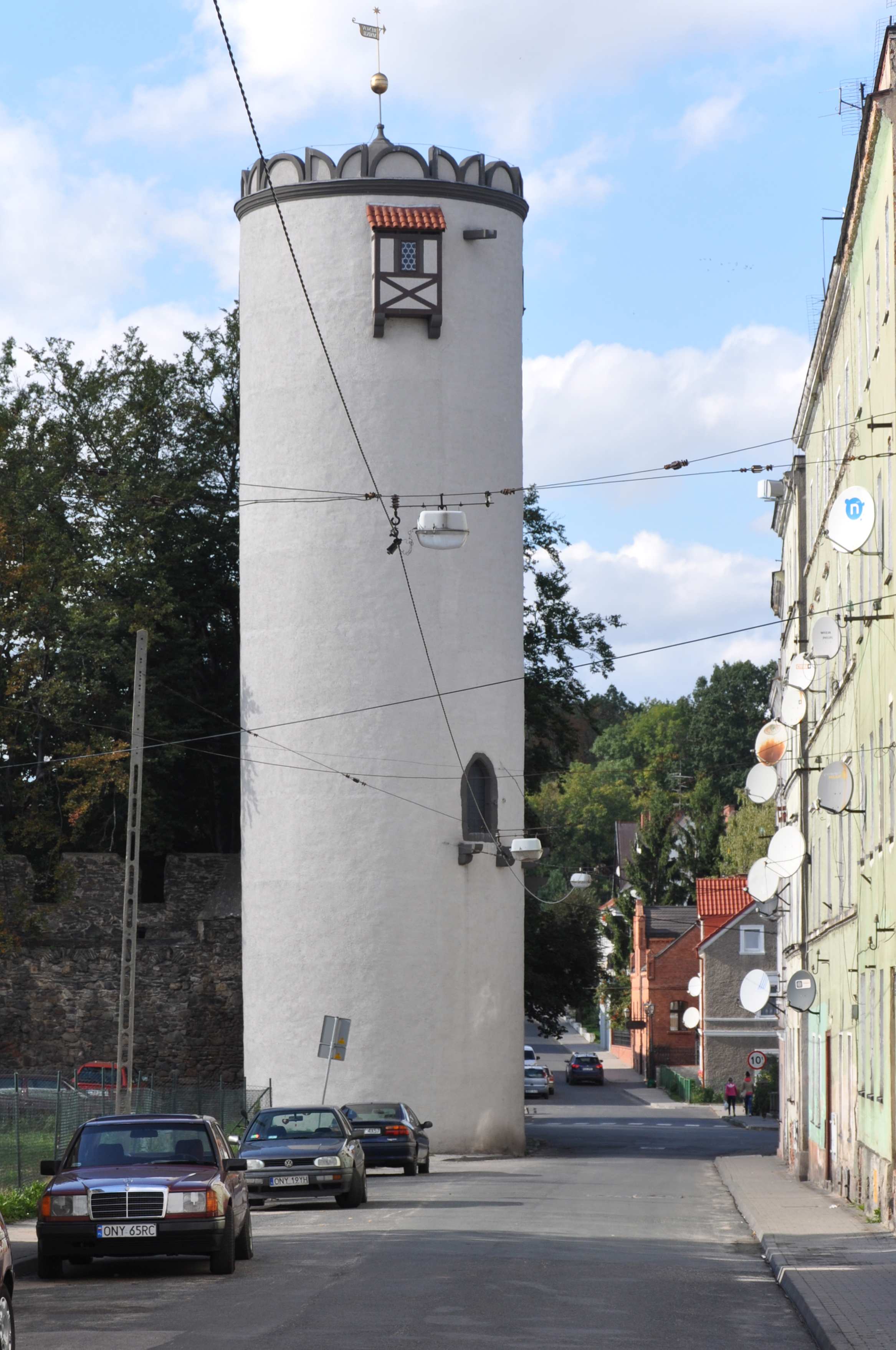
Frankensteiner Tor
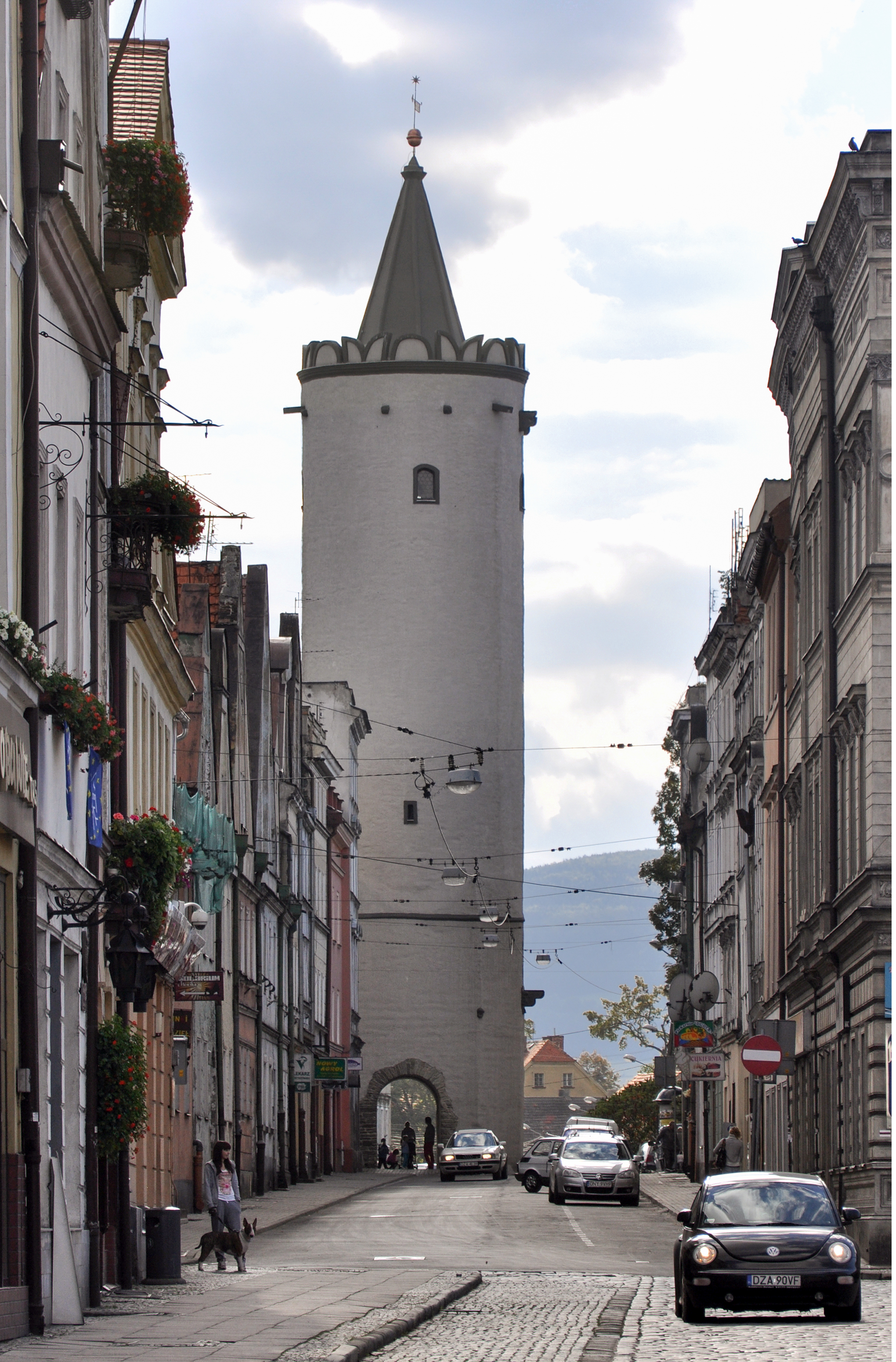
Glatzer Tor
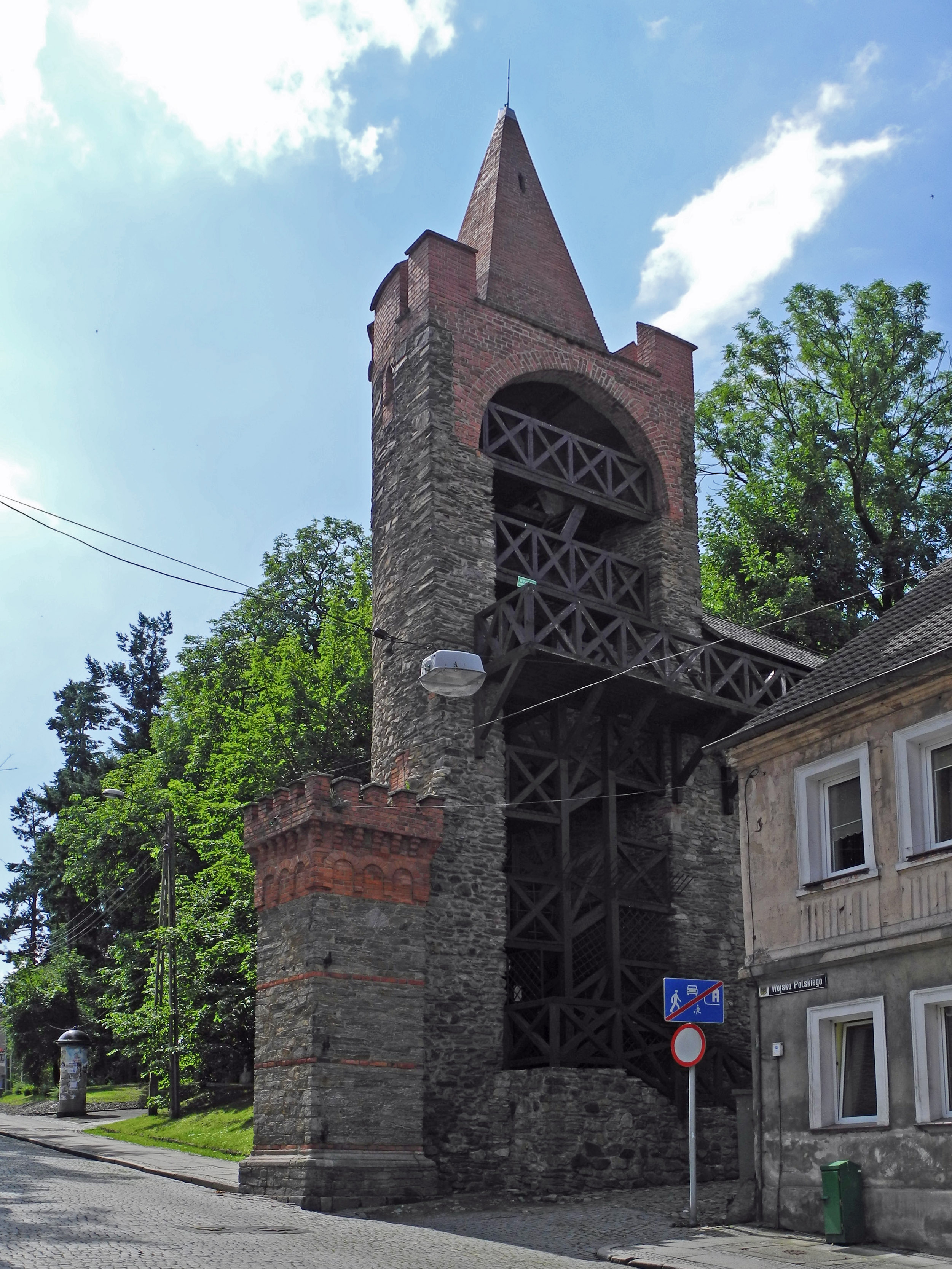
Neisser Turm